# Sobór Ziemski

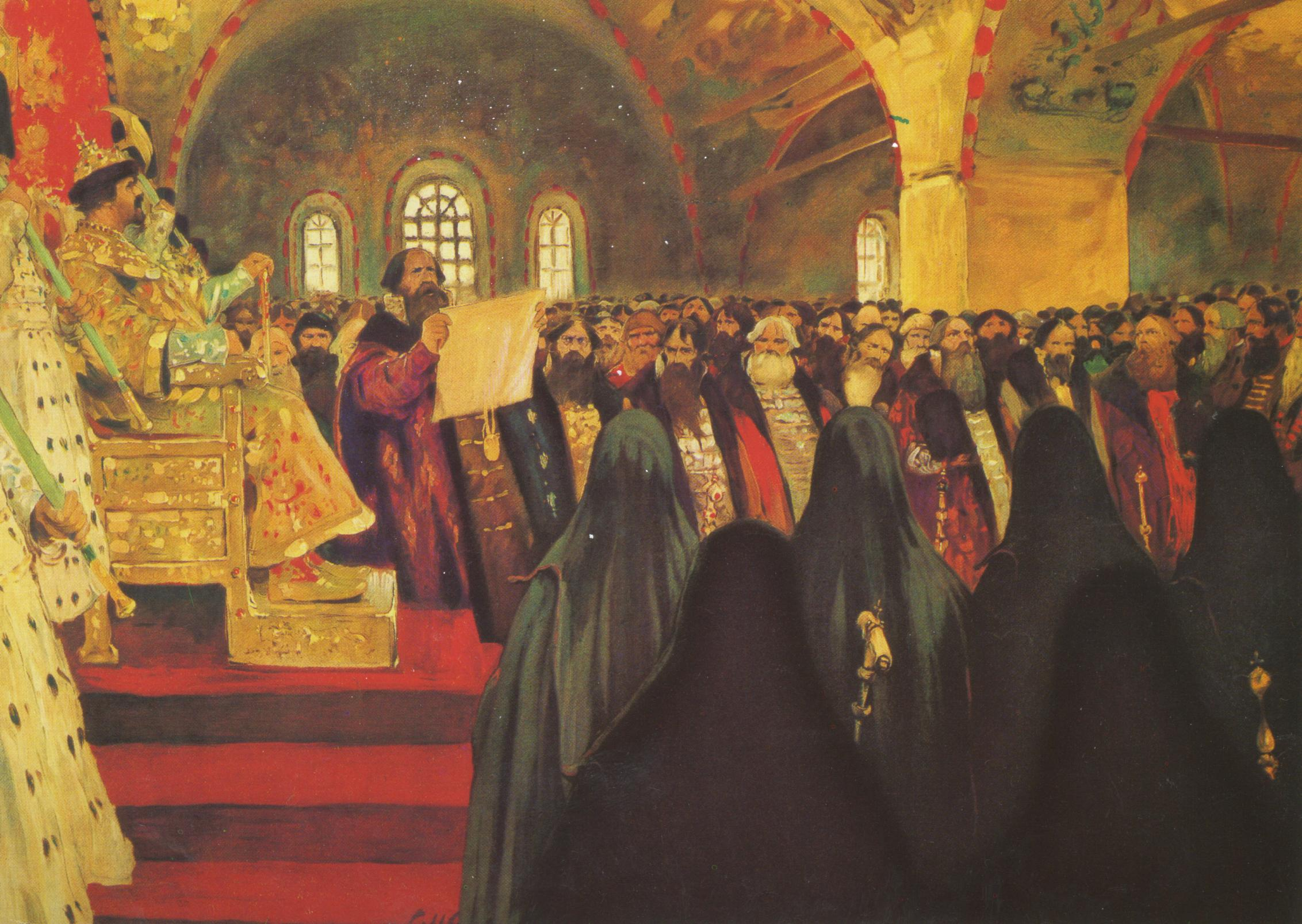
Obrady soboru ziemskiego

Sobór Ziemski (ros. зе́мский собо́р) – zgromadzenie przedstawicieli stanów, głównie bojarów (prawosławnej szlachty ruskiej), duchowieństwa i niekiedy wolnych chłopów w Rosji w latach 1549–1684. Należały do niego najważniejsze decyzje państwowe, w tym wybór carów, określanie kompetencji monarchy, ustalanie traktatów pokojowych. W trakcie wojny domowej w Rosji w 1922 roku w nawiązaniu do dawnych tradycji ruskich zebrał się tak zwany nadamurski sobór ziemski.

## Nazewnictwo
Nazwa „sobór ziemski” jest pojęciem ukutym przez XIX-wiecznych historyków rosyjskich w celu jego odróżnienia od cerkiewnego świętego soboru. Wcześniej używano naprzemiennie nazw „sobór” lub „zgromadzenie”.

## Historia soboru ziemskiego
Pierwszy znany sobór zebrał się w 1549. W 1613 Sobór Ziemski, o szczególnie szerokiej reprezentacji społeczeństwa rosyjskiego (udział wzięli nawet tzw. czarni chłopi), wybrał na nowego cara Michała I Romanowa.
Sobór był zwoływany przez cara lub – w okresie bezkrólewia – Dumę Bojarską. Do jego kompetencji należały wybór cara oraz prawodawstwo. Oprócz samego wyboru cara każdy inny akt prawny wydany przez Sobór Ziemski mógł być w zależności od okresu sankcjonowany przez monarchę.
Po raz ostatni Sobór Ziemski zebrał się w latach 1683–1684 w celu zawarcia pokoju wieczystego Rosji z Rzecząpospolitą. Pokój został ostatecznie zawarty w 1686 roku.